# Robert C. Parker
Robert Charles Parker (nacido el 7 de septiembre de 1957) es un vicealmirante y oficial retirado de la Guardia Costera de los Estados Unidos.

## Servicio militar
El Vicealmirante Robert C. Parker asumió las funciones como Comandante del Área Atlántica de la Guardia Costera en abril de 2010, donde se desempeña como comandante operativo de todas las misiones de la Guardia Costera de EE. UU. desde las Montañas Rocosas hasta el Golfo Pérsico, abarcando cinco distritos de la Guardia Costera y 40 estados. Ejerce como Comandante de la Fuerza de Defensa Este y brinda apoyo a la misión de la Guardia Costera al Departamento de Defensa y Comandantes Combatientes. Antes de asumir el mando de LANTAREA, el Vicealmirante Parker se desempeñó como el primer Director de Seguridad e Inteligencia del Comando Sur en Miami, Florida. Fue ascendido al rango de Bandera en julio de 2006 y fue asignado como Asistente del Comandante de Capacidades en Washington, D. C.
Tiene más de 12 años de servicio en el mar, incluidos tres comandos. Sus asignaciones en tierra han incluido: Oficial de servicio del centro de operaciones para el duodécimo distrito de la Guardia Costera y el área del Pacífico en Alameda, California; Oficial de Enlace de Asistencia de Seguridad en Monrovia, Liberia; Jefe de la Sección de Desarrollo Profesional de la Academia de la Guardia Costera de Estados Unidos, Connecticut; Jefe de la Rama de las Fuerzas Operacionales del Área del Pacífico en Alameda; Jefe de Operaciones, Undécimo Distrito de Guardacostas en Alameda; y Jefe de Estado Mayor, Decimotercer Distrito de la Guardia Costera en Seattle, Washington.